# Оксид железа(II)
Окси́д желе́за(II) (закись железа) —  неорганическое бинарное соединение двухвалентного железа с кислородом. Химическая формула FeO, при нормальных условиях имеет нестехиометричный состав. Основный оксид. Твёрдое черное кристаллическое вещество. Пирофорен. Встречается в природе в виде редких минералов иоцита и вюстита (в самородном железе, железных метеоритах); вюстит также составляет наиболее глубокий слой окалины при нагревании на воздухе компактного железа.

## Физические свойства
Соединение чёрного цвета. Образует кристаллы кубической сингонии (гранецентрированная решётка), пространственная группа Fm3m, параметры ячейки a = 0,4357 нм, Z = 4 по типу каменной соли. Имеет нестехиометрическое строение с областью гомогенности от Fe0,84O до Fe0,95O. Это обусловлено тем, что его кристаллическая решётка стабильна только тогда, когда не все её узлы занимают атомы железа. Устойчивым стехиометрический оксид железа(II) становится лишь при повышении температуры; область гомогенности при температурах, близких к температуре плавления, от Fe0,947O до FeO1,2.
Температура плавления 1369 °C. Теплота плавления 32,2 кДж/моль (для фазы Fe0,947O при 1380 °C). Энтальпия образования ΔHo
обр = −272,4 кДж/моль. Энтропия So
298 = 53,9 Дж/(моль·К). Практически не растворим в воде, хорошо растворим в кислотах, растворах щелочей.
Плотность 5,7 г/см3.

## Получение
- Нагревание железа при низком парциальном давлении кислорода:

{\displaystyle {\mathsf {2Fe+O_{2}{\xrightarrow {t}}2FeO}}}
- Разложение оксалата железа(II) в вакууме или азоте[1]:

{\displaystyle {\mathsf {FeC_{2}O_{4}{\xrightarrow {t}}FeO+CO\uparrow +CO_{2}\uparrow }}}
- Взаимодействие железа с оксидом железа(III) или оксидом железа(II,III):

{\displaystyle {\mathsf {Fe+Fe_{2}O_{3}{\xrightarrow {900^{o}C}}3FeO}}}
{\displaystyle {\mathsf {Fe+Fe_{3}O_{4}{\xrightarrow {900-1000^{o}C}}4FeO}}}
- Восстановление оксида железа(III) угарным газом или водородом[1]:

{\displaystyle {\mathsf {Fe_{2}O_{3}+CO{\xrightarrow {500-600^{o}C}}2FeO+CO_{2}\uparrow }}}
{\displaystyle {\mathsf {Fe_{2}O_{3}+H_{2}\xrightarrow {t} 2FeO+H_{2}O\uparrow }}}
- Термическое разложение оксида железа(II,III):

{\displaystyle {\mathsf {2Fe_{3}O_{4}{\xrightarrow {>1538^{o}C}}6FeO+O_{2}\uparrow }}}
- Термическое разложение гидроксида железа(II) без доступа воздуха:

{\displaystyle {\mathsf {Fe(OH)_{2}{\xrightarrow {150-200^{o}C}}FeO+H_{2}O}}}
- Термическое разложение карбоната железа(II) без доступа воздуха:

{\displaystyle {\mathsf {FeCO_{3}{\xrightarrow {t}}FeO+CO_{2}\uparrow }}}

## Химические свойства
Легко окисляется, пирофорен; после прокаливания химическая активность и пирофорность снижаются.
- Разлагается при умеренном нагревании, но при дальнейшем нагревании продуктов разложения образуется вновь (см. #Получение):

{\displaystyle {\mathsf {4FeO{\xrightarrow {200-565^{o}C}}Fe_{3}O_{4}+Fe}}}
- Взаимодействие с разбавленной соляной кислотой:

{\displaystyle {\mathsf {FeO+2HCl\longrightarrow FeCl_{2}+H_{2}O}}}
- Взаимодействие с концентрированной азотной кислотой:

{\displaystyle {\mathsf {FeO+4HNO_{3}\longrightarrow Fe(NO_{3})_{3}+NO_{2}\uparrow +2H_{2}O}}}
- Сплавление с гидроксидом натрия:

{\displaystyle {\mathsf {FeO+4NaOH{\xrightarrow {400-500^{o}C}}Na_{4}FeO_{3}+2H_{2}O}}}
- Взаимодействие с кислородом:

{\displaystyle {\mathsf {4FeO+2nH_{2}O+O_{2}\rightarrow 2(Fe_{2}O_{3}\cdot nH_{2}O)}}}
{\displaystyle {\mathsf {6FeO+O_{2}{\xrightarrow {300-500^{o}C}}2Fe_{3}O_{4}}}}
- Взаимодействие с сероводородом:

{\displaystyle {\mathsf {FeO+H_{2}S{\xrightarrow {500^{o}C}}FeS+H_{2}O}}}
- Восстановление водородом и углеродом:

{\displaystyle {\mathsf {FeO+H_{2}{\xrightarrow {350^{o}C}}Fe+H_{2}O}}}
{\displaystyle {\mathsf {FeO+C\xrightarrow {>1000^{o}C} Fe+CO\uparrow }}}

## Применение
- Участвует в доменном процессе плавки чугуна.
- Применяется как пигмент в керамике, минеральных красках и термостойких эмалях, также для производства ферритов.
- В пищевой промышленности широко используется в качестве пищевого красителя под номером E172.

Образование прочного тонкого слоя оксида железа(II) на поверхности стали является результатом процесса, называемого воронением (чернением). Регулированием толщины этого слоя помимо чёрного можно достичь любых цветов побежалости. На этом свойстве оксида железа(II) построена технология получения цветных рисунков на стали.

## Токсичность
Оксид железа(II) нетоксичен. Однако аэрозоли (пыль, дым) оксида железа(II) при длительном воздействии откладываются в лёгких и вызывают сидероз — разновидность пневмокониоза с относительно доброкачественным течением. ПДК в воздухе 4—6 мг/м3.